# Мілтон Круз
Мілтон да Круз (порт. Milton da Cruz, нар. 1 серпня 1957, Кубатао, Бразилія) — бразильський футболіст, що грав на позиції нападника. По завершенні ігрової кар'єри — тренер. З 2018 року очолює тренерський штаб команди «Спорт Ресіфі».
Виступав, зокрема, за клуб «Сан-Паулу», а також олімпійську збірну Бразилії.

## Клубна кар'єра
У дорослому футболі дебютував 1977 року виступами за команду клубу «Сан-Паулу», в якій провів два сезони, взявши участь у 15 матчах чемпіонату.  У складі «Сан-Паулу» був одним з головних бомбардирів команди, маючи середню результативність на рівні 0,93 голу за гру першості.
Згодом з 1982 по 1992 рік грав у складі команд клубів «Насьйональ», «Інтернасьйонал», «Спорт Ресіфі», «Наутіко Капібарібе», «Йоміурі», «Ботафогу» та «Сумітомо Металс».
Завершив професійну ігрову кар'єру у клубі «Касіма Антлерс», за команду якого виступав протягом 1992 року.

## Виступи за збірну
1984 року  захищав кольори олімпійської збірної Бразилії. У складі цієї команди провів 3 матчі. У складі збірної — учасник  футбольного турніру на Олімпійських іграх 1984 року у Лос-Анджелесі, на яких став срібним призером.

## Кар'єра тренера
Розпочав тренерську кар'єру, повернувшись до футболу після невеликої перерви, 1997 року, увійшовши до тренерського штабу клубу «Сан-Паулу», де пропрацював з 1997 по 2015 рік.
2015 року став головним тренером команди «Сан-Паулу», тренував команду із Сан-Паулу один рік.
Згодом протягом 2017–2017 років очолював тренерський штаб клубу «Наутіко Капібарібе».
Протягом тренерської кар'єри також очолював команду клубу «Фігейренсе».
З 2018 року очолює тренерський штаб команди «Спорт Ресіфі».

## Титули і досягнення

### Як гравця
Бразилія
- Срібний призер Олімпійських ігор (1): 1984

«Інтернасьйонал»
- Ліга Гаушу (1): 1984

### Як тренера
«Фігейренсе»
- Чемпіонат штату Санта-Катаріна (1): 2018